# Cured
Ne doit pas être confondu avec Cured (film).
Cured est un film américain de court métrage de comédie réalisé par Frank Powell et écrite par Eleanor Hicks, sorti aux États-Unis le 27 mars 1911.

## Distribution
- Mack Sennett :  Happy Jack
- John T. Dillon :  L'homme à la goutte
- Edward Dillon :  L'homme dans la foule à la finale
- Florence Lee : Femme harcelée
- Stephanie Longfellow :  Femme harcelée
- Claire McDowell :  Vieille femme
- Alfred Paget  : L'homme au mur
- W.C. Robinson : L'homme au mur